# Cizinka (kniha)
Cizinka je první ze série osmi historických multižánrových románů od Diany Gabaldon. Byla vydána v roce 1991 a zaměřuje se na zdravotní sestru Claire Randallovou z 20. století, která cestuje v čase do 18. století ve Skotsku, kde zažívá dobrodružství a nachází lásku v podobě temperamentního Jamese Frasera. V sérii Cizinka se prolíná hned několik žánrů od historické fikce, romance, dobrodružství až po science fiction a fantasy. Cizinka vyhrála cenu Romance Writers of America’s RITA za nejlepší romanci roku 1991. 9. srpna 2014 měla premiéru televizní adaptace tohoto románu.

## Děj
Po tom, co jsou kvůli své práci během 2. světové války britská zdravotní sestra Claire Randallová a její manžel Frank, profesor historie, odloučeni, vydají se na druhé líbánky do Inverness ve Skotsku, kde Frank pátrá po historii své rodiny, zatímco Claire sbírá léčivé rostliny poblíž menhirů na kopci Craigh na Dun. Najednou poblíž kamenů uslyší bzučivý zvuk a ona omdlí. Když se probere, čelí Frankovu předku kapitánu Jacku Randallovi. Než ji kapitán stihne zatknout, je omráčen Skotem, který Claire přivede do své společnosti. Když se Skotové pokoušení napravit vykloubené rameno svého druha Jamieho, Claire využije svoje zkušenosti a napraví ho sama. Muži se představí jako členové klanu MacKenzie a Claire si musí přiznat, že přicestovala v čase do minulosti. Představí se proto jako anglická vdova, která cestuje do Francie, aby se setkala se svojí rodinou. Skotové jí ale neuvěří a vezmou ji do hradu Leoch, kde Claire hledá cestu, jak by se mohla vrátit do své doby.
Skotové vidí Claire jako „Sassenach“ – Cizinku, která ignoruje kulturu skotské vysočiny. Její lékařské dovednosti si ovšem získají jejich respekt. Colum MacKenzie ji podezřívá, že je britskou špionkou, proto ji pošle se svým bratrem Dougalem vybrat rentu a dary pro jakobity. Na to dohlíží Ned Gowan, právník z Edinburghu, také patřící do klanu MacKenziů. Kapitán Randall požádá Dougala, aby mu přivedl Claire k výslechu. Aby ji od něj zachránil, Dougal jí poradí, aby se vdala za Jamieho, což také udělá. Rozdělená mezi svoje pouto k Jamiemu a myšlenkami na Franka se Claire pokusí vrátit se na Craigh na Dun. Když se jí to nepodaří, přijme svoji roli hradní léčitelky, v níž se seznámí s Geilis Duncanovou – ženou místního úředníka, která sdílí její lásku k medicíně. Když je pak Jamie pryč, obě jsou obviněny z čarodějnictví, ale Jamie se včas vrátí, aby Claire zachránil. Těsně před útěkem si Claire uvědomí, že Geilis je také z budoucnosti, když uvidí na její ruce jizvu po očkování. Geilis si uvědomí totéž.
Claire se stále potýká se svými dilematem, a tak ji Jamie vezme na Craigh na Dun. Když jí umožní rozhodnout se, jestli chce zůstat s ním nebo se vrátit k Frankovi, Claire zůstane a Jamie ji vezme k sobě domů na Lallybroch, kde žijí šťastně a poklidně s Jamieho sestrou Jenny a jejím manželem Ianem. Jamie je však stále uprchlíkem z armády. Přesto si nárokuje svůj titul pána Lallybrochu, dokud ho jeden z jeho poddaných nezradí a on je poslán do Wentworthského vězení, které je pod velením kapitána Randalla. Claire se ho za pomoci jeho klanu pokusí osvobodit, ale Randall ji chytí a hrozí, že ji znásilní. Jamie se nabídne na její místo a Randall pošle Claire do lesa mimo hrad. Claire Randallovi pohrozí, že je čarodějnice a předpovídá mu, že po svatbě se stane otcem dítěte, které ale nikdy neuvidí. Claire se pak ujme sir Marcus MacRannoch, bývalý nápadník Jamieho matky. Zatímco jeho muži rozptýlí stráže ve vězení, MacKenziovi muži vpustí dovnitř stádo dobytka, který stráže udupe. Zachrání Jamieho, který byl Randallem psychicky i sexuálně mučen a vezmou ho do MacRannochova sídla, kde Claire ošetří nejhorší z jeho zranění. Když je Jamie schopný, utečou spolu s jeho kmotrem Murtaghem do kláštera svaté Anny ve Francii, kde žije Jamieho strýček Abbot. Tam Jamie zažívá nesnesitelné muka. Jeho zranění jsou vážná, pravou ruku má zdeformovanou a po psychické stránce na tom taky není zrovna nejlépe. Avšak Claire se nevzdá a za každou cenu chce svého manžela zachránit, což se ji nakonec povede. Brzy na to je Claire poprvé těhotná.

## Hlavní postavy
Claire Beauchampová Randallová Fraserová
Horkokrevná, praktická a nezávislá zdravotní sestra ve druhé světové válce, která cestuje v čase na skotskou vysočinu do poloviny 18. století. Přestože je ve 20. století vdaná za Franka Randalla, v 18. století se zamiluje do Jamieho Frasera. Je nadanou léčitelkou a amatérskou botaničkou, jedináčkem a sirotkem vychovaným strýcem archeologem.
James „Jamie“ MacKenzie Fraser
(alias Jamie MacTavish) Urostlý, mladý, skotský zrzek s komplikovanou minulostí a odzbrojujícím smyslem pro humor. Jamie je inteligentní, na standardy 18. století zásadový, vzdělaný a světácký. Velice dobře ovládá jazyky a po počátečním konfliktu se zamiluje do záhadné Claire. I když vždy nechápe, co dělá, bezvýhradně důvěřuje tomu, že ona to ví.
Frank Randall
Claiřin manžel ve 20. století, profesor historie s hlubokým zájmem o genealogii a dědictví. Během 2. světové války pracoval jako špion pro MI6.
Jonathan Randall
(alias „Black Jack“ Randall) Hlavní padouch, předek Franka Randalla, důstojník britské armády. Podle Jamieho je přezdívka „Black“ odkazem na barvu jeho duše. Sadistický Jack vypadá skoro stejně jako jeho potomek a je sadisticky sexuálně posedlý Jamiem.
Colum MacKenzie
Hlava klanu MacKenziů a Jamieho strýc, který chrání Jamieho a Claire před Angličany. Starší bratr Dougala. Trpí Toulouse-Lautrecovým syndromem.
Dougal MacKenzie
Columův mladší jakobitský bratr, který vede klan do boje, když je jeho bratr fyzicky nemohoucí. Naznačuje, že by mohl být biologickým otcem Columova syna Hamishe. Jamieho přijal za svého nevlastního syna. Dougal má se svou ženou čtyři dcery a jednoho syna s Geilis Duncanovou.
Geillis/Geilie Duncanová
Manželka prokurátora, obviňovaná z čarodějnictví pro svou znalost rostlin a bylin. Po uvěznění a obvinění z čarodějnictví získá krátký odklad trestu smrti z důvodů těhotenství s Dougalem MacKenziem. Zabije svého manžela Arthura Duncana a několikrát podvede Claire. Claire si nakonec uvědomí, že Geilis přicestovala ze 60. let 20. století.
Murtagh Fitzgibbons Fraser
Jamieho kmotr, zamlklý, tichý a statečný, věrný Jamiemu, o kterého se stará jako o vlastního syna. Ze začátku Claire nepřijímá, ale rozmyslí si to, když pochopí, jak moc ji Jamie miluje.
Laoghaire MacKenzie
Mladá, šestnáctiletá dívka, která je zamilovaná do Jamieho. Pošle Claire za Geilis těsně před razií na čarodějnice, aby Jamieho získala pro sebe.

## Vývoj a inspirace
Diana Gabaldon měla v plánu napsat historický román, ale neměla konkrétní nápad, dokud neshlédla The War Games a klasiku Doctor Who na PBS. Zaujala ji postava Jamieho McCrimmona, mladého Skota z roku 1756, kterého ztvárnil Frazer Hines. Obrázek mladého muže v kiltu jí zůstal v mysli, a tak se rozhodla svůj román situovat do 18. století ve Skotsku.
Jejím původním záměrem bylo napsat tradiční historický román, ale když začala vytvářet postavu Claire, řekla, že její postava „okamžitě převzala příběh a do všeho vnesla chytrácké moderní poznámky.“ Gabaldon se rozhodla vnést do svého příběhu postavu moderní ženy a až později vymyslela, jak se dostala do 18. století.

## Přijetí a ocenění
Publishers Weekly o Cizince řekl: „Pohlcující a hřejivé, tahle první kniha evokuje zemi a tradice Skotska, její postavy jsou realistické, divoké a sympatické.“ Román v roce 1991 získal cenu Romance Writers of America’s RITA.

## Televizní seriál
V červnu 2013 si televizní stanice Starz objednala 16 epizod televizní adaptace, jejíž produkce začala v říjnu 2013 ve Skotsku. V USA měl seriál premiéru 9. srpna 2014. Vzápětí byla oznámena také druhá řada.

## Další adaptace
V roce 2010 adaptovala Gabaldon první třetinu Cizinky do grafického románu, ilustrovaného Hoangem Nguyenem. V tom samém roce bylo vydáno 14 písní inspirovaných románem s názvem Cizinka: Muzikál.